# واشینگتون روبرتو ماریانو دا سیلوا
واشینگتن روبرتو ماریانو دا سیلوا (به پرتغالی: Washington Roberto Mariano da Silva) مهاجم اهل برزیل است که در شهر Cataguases و در تاریخ ۱۹ ژوئن ۱۹۸۵ به دنیا آمده‌است.
واشینگتن روبرتو ماریانو دا سیلوا در تیم‌های فوتبال Metropolitano سابقهٔ حضور دارد.